# Антипкин, Владимир Алексеевич
Владимир Алексеевич Антипкин (1929, Алёшино, Рязанская губерния — 2005, Чернушка, Пермский край) — нефтяник, Герой Социалистического Труда (1966).

## Биография
Родился в 1929 году в селе Алёшино Рязанской губернии в крестьянской семье. Работал на железной дороге, служил в армии. С семьёй переехал в город Краснокамск Пермской области.
С 1952 года работал в нефтедобывающей промышленности, на предприятиях в Краснокамском нефтяном районе. Помощник оператора по подземному ремонту скважин, оператор, бригадир подземного ремонта.
С 1964 года работал мастером по добыче нефти и газа на Таныпском нефтепромысле управления «Чернушканефть». Много внимания уделял организации быта, питания, полноценного отдыха для нефтяников. Создавал условия для дальнейшей учёбы кадров, обращал серьёзное внимание на организацию труда. По его инициативе был проведен хронометраж рабочей смены каждого нефтяника, изучены особенности скважин, состояние оборудования, режим работы. Анализ собранных сведений помог разработать рациональные маршруты обхода, что, в свою очередь, дало возможность уменьшить количество операторов с 20 до 6 человек. Его бригада первой осваивала новую технику, была своеобразным полигоном для опробования и наладки всех новинок.
Указом Президиума Верховного Совета СССР от 23 мая 1966 года за выдающиеся заслуги в выполнении заданий семилетнего плана по добыче нефти и достижение высоких технико-экономических показателей в работе Антипкину Владимиру Алексеевичу присвоено звание Героя Социалистического Труда с вручением ордена Ленина и золотой медали «Серп и Молот»
Руководил бригадой до 1971 года. Затем стал начальником участка добычи, позднее — начальником смены районной инженерно-технической службы № 2. С 1979 по 1997 год — начальник цеха по добыче нефти и газа Таныпского нефтепромысла.
Жил в город Чернушка. Скончался в 2005 году.

## Награды и звания
- медаль «Серп и Молот» Героя Социалистического Труда (1966)
- орден Ленина (1966)
- Заслуженный работник Минтопэнерго Российской Федерации
- Почётный гражданин Чернушинского района (2003)
- медали